# Callulops glandulosus
Callulops glandulosus е вид жаба от семейство Тесноусти жаби (Microhylidae).

## Разпространение и местообитание
Видът е разпространен в Папуа Нова Гвинея.
Обитава гористи местности, планини и възвишения в райони с тропически и субтропичен климат.